# Johann Georg Bäßler
Johann Georg Bäßler (* 1753 in Junkersdorf; † 1807 in Elberfeld) war ein deutscher reformierter Kirchenmusiker und Komponist.
Er war Organist in Elberfeld und verfasste zahlreiche Melodien für Kirchenlieder, unter anderem für die 2. Auflage des Psalters von Matthias Jorissen.

## Werke (Auswahl)
- Du, Herr, verläßt mich nicht (Melodie, 1806)
- Ich rühm’ dich, Herr, allein! (Melodie, 1806)
- Gott mit mir auf allen wegen, Gott mit mir zu aller Zeit (Melodie, 1806)
- Halleluja, Gott zu loben (Melodie)
- Licht, das in die Welt gekommen (Melodie, 1806)
- Sel’ge Hoffnung! Du kommst wieder (Melodie)
- Tut mir auf die schöne Pforte, führet mich in Zion ein (Melodie, 1806)
- Wer, Herr Jesus, faßt dein Lieben (Melodie, 1806)